# John Duncan (diplomático)
John Stewart Duncan (Dundee, 17 de abril de 1958) es un diplomático británico.

## Biografía
Nació en Dundee, Escocia, y creció en Kenia, Fue educado en el Wycliffe College (en Gloucestershire, Inglaterra), la Universidad de París IV París-Sorbonne, la Universidad Keele y el Colegio de Defensa de la OTAN, ubicado en Roma, Italia. Se incorporó al Ministerio de Relaciones Exteriores y de la Mancomunidad de Naciones (FCO) en 1980 y prestó servicios en París y Jartum, y en varios cargos dentro del ministerio en Londres, antes de ser enviado a Tirana, donde fue Encargado de Negocios de 1992 a 1993 (el Reino Unido y Albania no intercambiaron embajadores hasta 1996). Fue delegado y luego Jefe interino del Departamento de los Territorios Dependientes del Atlántico Sur y el Departamento Antártico del FCO entre 1996 y 1998.
También ha sido miembro de la delegación del Reino Unido ante la OTAN entre 1993 y 1996, Consejero Político del Reino Unido para el Comandante Aliado Supremo (SACEUR) y Subsecretario del SACEUR de 1998 a 2001, director de la Oficina de Comercio e Inversión del Reino Unido entre 2002 y 2006. Fue Embajador para Control Multilateral de Armas y Desarme y Representante Permanente del Reino Unido ante la Conferencia de Desarme, en Ginebra, Suiza, entre 2006 y 2011. Dio un discurso de apertura en Gov 2.0 L.A. en Los Ángeles, Estados Unidos, el 12 de febrero de 2011. Fue jefe diplomático y representante especial del Reino Unido en una conferencia sobre el ciberespacio celebrada en Londres los días 1 y 2 de noviembre de 2011.
En junio de 2013, fue nombrado por la Reina Isabel II siguiendo el consejo del Gobierno británico, para ser gobernador del territorio de ultramar de las Islas Vírgenes Británicas. Duncan llegó a las islas el 14 de agosto de 2014 y juró al día siguiente.
Previo a su llegada, entre fines de marzo y fines de abril de 2014, fue el gobernador de las Islas Malvinas y Comisionado de las Islas Georgias del Sur y Sandwich del Sur interino, tras la salida de Nigel Haywood y la llegada de Colin Roberts al archipiélago en litigio con Argentina.